# 마키노정
마키노정(マキノ町)은 시가현 다카시마군에 설치되었던 정이다.
현재는 합병에 의해 다카시마 시가 되고 있으며, 마을 이름은 다카시마시 마키노정○○로 남아 있다.
마을 이름은 지역에서 가장 저명한 관광지인 마키노 고원 스키장(구:니시조무라 마키노에 소재)에서 붙여진 것으로 , 자치단체 이름에 가타가나를 이용하는 것은 당정이 전국에서 처음이었다.

## 역사
- 1955년 1월 1일 - 가이쓰촌,  겐쿠마촌, 니쇼촌, 모모세촌이 합병해 성립하였다.
- 2005년 1월 1일 - 이마즈정, 구쓰키촌, 아도가와정, 다카시마정, 신아사히정과 합병해 다카시마시가 성립하였다. 동일 마키노정은 폐지되었다.

## 행정
현재 구 마키노 정사무소는 다카시마 시청 마키노 지소가 되고 있다.

## 교통

### 철도
- 서일본 여객철도 고세이 선

### 도로
- 국도 161호선